# 林肯縣 (內布拉斯加州)
林肯縣（英語：Lincoln County）是美國內布拉斯加州西部的一個縣。面積6,669平方公里。根據美國2000年人口普查，共有人口34,632。縣治北普雷特 (North Platte)。
成立於1860年1月7日，1861年1月7日改名。縣名紀念第十六任總統亞伯拉罕·林肯。